# Wauwatosa
Wauwatosa és una població dels Estats Units a l'estat de Wisconsin. Segons el cens del 2006 tenia 44.798 habitants.

## Demografia
Segons el cens del 2000, Wauwatosa tenia 45.602 habitants, 20.388 habitatges, i 12.314 famílies. La densitat de població era de 1.378,5 habitants per km².
Dels 20.388 habitatges en un 28,3% hi vivien nens de menys de 18 anys, en un 50% hi vivien parelles casades, en un 7,9% dones solteres, i en un 39,6% no eren unitats familiars. En el 33,9% dels habitatges hi vivien persones soles el 15,4% de les quals corresponia a persones de 65 anys o més que vivien soles. El nombre mitjà de persones vivint en cada habitatge era de 2,27 i el nombre mitjà de persones que vivien en cada família era de 2,96.
Per edats la població es repartia de la següent manera: un 23,3% tenia menys de 18 anys, un 5,5% entre 18 i 24, un 31,2% entre 25 i 44, un 21,9% de 45 a 60 i un 18,2% 65 anys o més.
L'edat mediana era de 39 anys. Per cada 100 dones de 18 o més anys hi havia 81,9 homes.
La renda mediana per habitatge era de 54.519$ i la renda mediana per família de 68.030$. Els homes tenien una renda mediana de 46.721$ mentre que les dones 35.289$. La renda per capita de la població era de 28.834$. Aproximadament el 2,3% de les famílies i el 3,8% de la població estaven per davall del llindar de pobresa.

## Poblacions més properes
El següent diagrama mostra les poblacions més properes.